# Porto São Luís
O Porto São Luís será um Terminal de Uso Privado (TUP) da empresa Cosan, localizado no município de São Luís, no estado do Maranhão, Brasil. 

## História
Em 16 de março de 2018 foi lançada oficialmente a pedra fundamental do Porto São Luís, na capital maranhense.
A primeira fase da obra foi orçada em R$ 800 milhões, com previsão de conclusão em 2022. O porto terá capacidade de movimentação estimada em 10 milhões de toneladas por ano, distribuídos em 7 milhões de soja e milho, 1,5 milhão de fertilizantes, 1,5 milhão de carga geral e 1,8 milhão de metros cúbicos de derivados de petróleo.

A área compreendida pelo terminal será de 200 hectares, com a construção de seis berços (quatro na primeira fase de construção e dois na segunda). Haverá também ponte de acesso, acesso rodoferroviário e pera ferroviária.

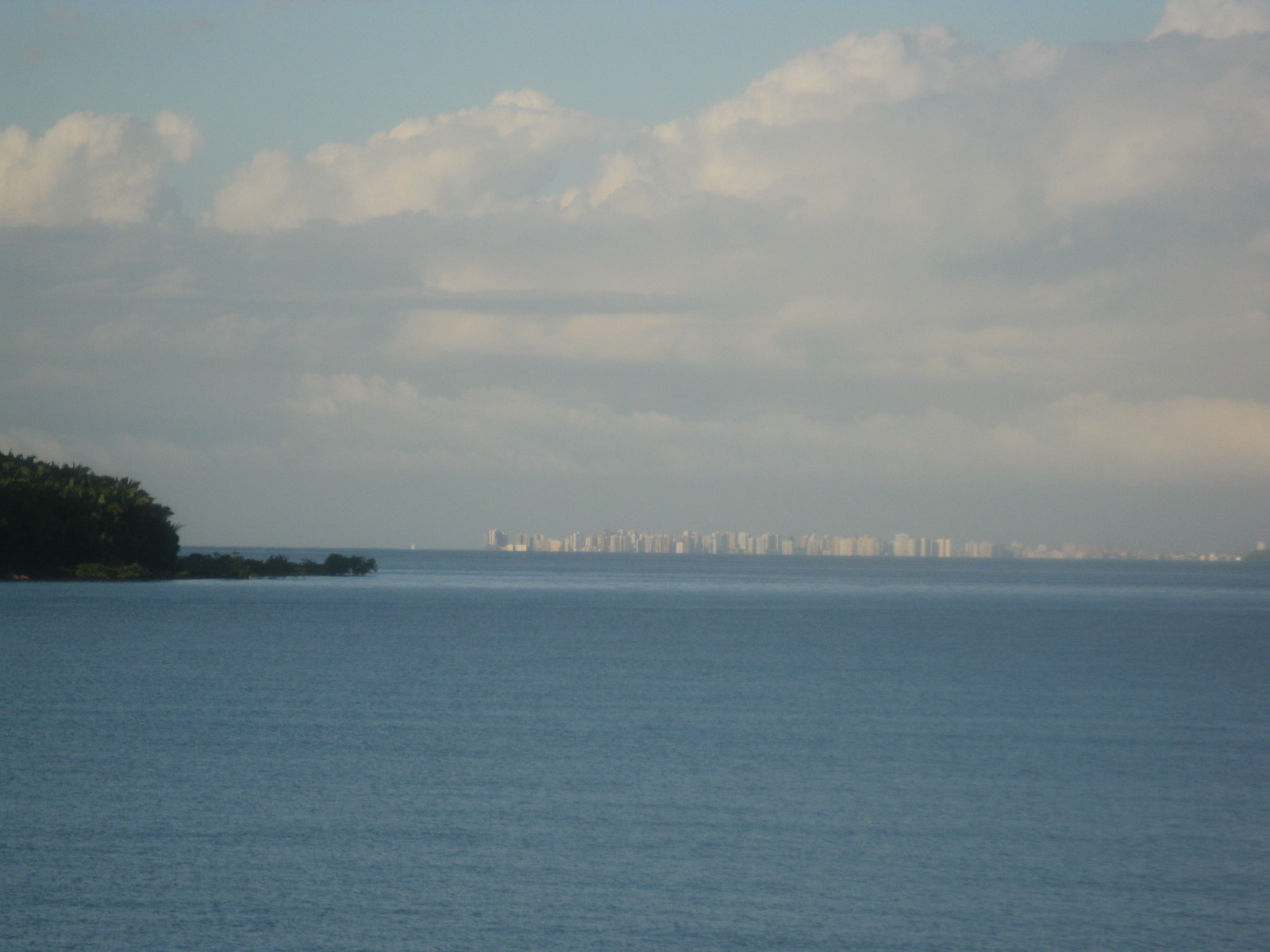
Baía de São Marcos, local de construção do porto

O escoamento da produção pelo Porto São Luís deverá beneficiar sete estados brasileiros, por meio da integração com a Ferrovia Carajás e Ferrovia Norte-Sul. A localização do porto, próximo aos mercados consumidores da Europa, Estados Unidos e do Canal do Panamá, também influenciou na decisão. 
A participação societária do empreendimento em 2018 era de 51% para a China Communications Construction Company (CCCC), 20% para a Lyon Capital, 24% para a WPR Participações (Grupo WTorre) e 6% para acionistas minoritários. Em 2022 a Cosan concluiu a aquisição de 100% das ações do porto, tornando-se o único sócio. Contudo, em 2024, a Cosan desistiu de concluir o projeto sozinha. 